# Vùng đô thị Thành phố Hồ Chí Minh
Vùng đô thị Thành phố Hồ Chí Minh là một trong hai vùng đô thị của Việt Nam, nằm trong quy hoạch được Bộ Xây dựng Việt Nam trình Thủ tướng Chính phủ ngày 23 tháng 4 năm 2008 với mục tiêu quy hoạch đến năm 2030 và tầm nhìn đến 2045. Vùng đô thị bao gồm toàn bộ 8 tỉnh, thành phố của vùng kinh tế trọng điểm phía nam: Bình Dương, Bình Phước, Tây Ninh, Long An, Đồng Nai, Bà Rịa – Vũng Tàu, Tiền Giang với Thành phố Hồ Chí Minh là hạt nhân, có tổng diện tích 30.404 km², bán kính ảnh hưởng từ 150–200 km. Đến năm 2020, dân số vùng đô thị này dự kiến từ 20 – 22 triệu người, dân số đô thị khoảng 16 – 17 triệu người, tỷ lệ đô thị hóa khoảng 77 – 80%. Tầm nhìn đến năm 2050, vùng đô thị này sẽ có 28 – 30 triệu người, trong đó dân số đô thị khoảng 25 – 27 triệu người, với tỷ lệ đô thị hóa khoảng 90%. Dự kiến đất xây dựng năm 2020 khoảng 1800 km² – 2100 km².
Cùng với Vùng thủ đô Hà Nội, Bộ Xây dựng và Chính phủ Việt Nam định hướng phát triển 2 vùng đô thị này trở thành các siêu đô thị và đại đô thị tầm cỡ khu vực và thế giới. Trong đó, Vùng đô thị Thành phố Hồ Chí Minh được định hướng thành một "vùng đô thị mở rộng" (Extended metropolis).

## Giao thông
Hệ thống giao thông nối các đô thị vệ tinh trong vùng sẽ gồm các đường vành đai 2, 3, 4 xung quanh Thành phố Hồ Chí Minh đi qua các địa phương trên, các tuyến đường cao tốc: Thành phố Hồ Chí Minh – Trung Lương, Thành phố Hồ Chí Minh – Long Thành – Dầu Dây, Biên Hòa – Vũng Tàu, Thành phố Hồ Chí Minh – Phnôm Pênh. Sân bay Tân Sơn Nhất và Sân bay quốc tế Long Thành là hai sân bay chính của vùng. Các cảng: hệ thống cảng Sài Gòn, hệ thống cảng Thị Vải, hệ thống cảng Vũng Tàu.

## Hiện trạng đô thị
Hiện nay, toàn vùng gồm 31 đô thị lớn:
| Tên đô thị            | Vai trò                         | Trực thuộc            | Loại đô thị     | Diện tích (km²) | Dân số (người) | Mật độ (người trên km²) |
| --------------------- | ------------------------------- | --------------------- | --------------- | --------------- | -------------- | ----------------------- |
| Thành phố Hồ Chí Minh | Thành phố trực thuộc trung ương |                       | Đô thị đặc biệt | 2.095,239       | 8.993.082      | 4292                    |
| Thủ Đức               | Thành phố thuộc TPTTTƯ          | Thành phố Hồ Chí Minh | Đô thị loại I   | 211,56          | 1.013.795      | 4792                    |
| Biên Hòa              | Thành phố thuộc tỉnh            | Đồng Nai              | Đô thị loại I   | 264,08          | 1.055.414      | 3997                    |
| Vũng Tàu              | Thành phố thuộc tỉnh            | Bà Rịa – Vũng Tàu     | Đô thị loại I   | 141,01          | 527.025        | 3738                    |
| Thủ Dầu Một           | Thành phố thuộc tỉnh            | Bình Dương            | Đô thị loại I   | 118,67          | 325.521        | 2743                    |
| Mỹ Tho                | Thành phố thuộc tỉnh            | Tiền Giang            | Đô thị loại I   | 81,54           | 220.109        | 2699                    |
| Bà Rịa                | Thành phố thuộc tỉnh            | Bà Rịa – Vũng Tàu     | Đô thị loại II  | 91,5            | 205.192        | 2243                    |
| Dĩ An                 | Thành phố thuộc tỉnh            | Bình Dương            | Đô thị loại II  | 60,10           | 403.760        | 6718                    |
| Tân An                | Thành phố thuộc tỉnh            | Long An               | Đô thị loại II  | 81,94           | 145.120        | 1771                    |
| Tây Ninh              | Thành phố thuộc tỉnh            | Tây Ninh              | Đô thị loại II  | 140             | 132.592        | 947                     |
| Đồng Xoài             | Thành phố thuộc tỉnh            | Bình Phước            | Đô thị loại III | 167,03          | 108.595        | 650                     |
| Long Khánh            | Thành phố thuộc tỉnh            | Đồng Nai              | Đô thị loại III | 191,75          | 171.276        | 893                     |
| Thuận An              | Thành phố thuộc tỉnh            | Bình Dương            | Đô thị loại III | 83,71           | 596.227        | 7123                    |
| Tân Uyên              | Thành phố thuộc tỉnh            | Bình Dương            | Đô thị loại III | 191,76          | 466.053        | 192                     |
| Gò Công               | Thành phố thuộc tỉnh            | Tiền Giang            | Đô thị loại III | 101,99          | 98.959         | 970                     |
| Cai Lậy               | Thị xã                          | Tiền Giang            | Đô thị loại III | 140,19          | 143.050        | 1020                    |
| Bến Cát               | Thành phố thuộc tỉnh            | Bình Dương            | Đô thị loại III | 234,35          | 355.663        | 1307                    |
| Phú Mỹ                | Thành phố thuộc tỉnh            | Bà Rịa – Vũng Tàu     | Đô thị loại III | 333,84          | 207.688        | 622                     |
| Bình Long             | Thị xã                          | Bình Phước            | Đô thị loại IV  | 126,02          | 105.520        | 837                     |
| Chơn Thành            | Thị xã                          | Bình Phước            | Đô thị loại IV  | 383,59          | 107.350        | 280                     |
| Phước Long            | Thị xã                          | Bình Phước            | Đô thị loại IV  | 118,8           | 81.200         | 684                     |
| Kiến Tường            | Thị xã                          | Long An               | Đô thị loại IV  | 204,36          | 43.674         | 214                     |
| Hòa Thành             | Thị xã                          | Tây Ninh              | Đô thị loại III | 82,92           | 147.666        | 1781                    |
| Trảng Bàng            | Thị xã                          | Tây Ninh              | Đô thị loại III | 340,14          | 161.831        | 476                     |
| Long Thành            | Thị trấn                        | Đồng Nai              | Đô thị loại IV  | 9,28            | 52.000         | 5603                    |
| Trảng Bom             | Thị trấn                        | Đồng Nai              | Đô thị loại IV  | 15,71           | 57.560         | 3664                    |
| Bến Lức               | Thị trấn                        | Long An               | Đô thị loại IV  | 8,71            | 16.851         | 1935                    |
| Hậu Nghĩa             | Thị trấn                        | Long An               | Đô thị loại IV  | 11,36           | 13.070         | 1151                    |
| Đức Hòa               | Thị trấn                        | Long An               | Đô thị loại IV  | 7,33            | 10.468         | 1428                    |
| Cần Giuộc             | Thị trấn                        | Long An               | Đô thị loại IV  | 21,05           | 53.877         | 2559                    |
| Cần Đước              | Thị trấn                        | Long An               | Đô thị loại IV  | 5,75            | 12.147         | 2113                    |

- 1 đô thị đặc biệt: Thành phố Hồ Chí Minh
- 5 thành phố là đô thị loại I: Vũng Tàu, Biên Hòa, Thủ Dầu Một, Mỹ Tho và Thủ Đức
- 4 thành phố là đô thị loại II: Bà Rịa, Dĩ An, Tân An, Tây Ninh
- 9 đô thị loại III gồm 7 thành phố: Đồng Xoài, Long Khánh, Thuận An, Tân Uyên, Gò Công,  Bến Cát,  Phú Mỹ và 3 thị xã: Cai Lậy, Hòa Thành, Trảng Bàng
- 12 đô thị loại IV gồm 4 thị xã: Bình Long, Phước Long, Kiến Tường, Chơn Thành và 8 thị trấn: Long Thành, Trảng Bom, Bến Lức, Hậu Nghĩa, Đức Hòa, Cần Giuộc, Cần Đước

## Quy hoạch dự kiến
Quy hoạch Vùng Thành phố Hồ Chí Minh được thực hiện theo đề án xây dựng vùng đến 2030, tầm nhìn 2045 của Viện Quy hoạch Xây dựng miền Nam thuộc Bộ Xây dựng. Theo đó, toàn vùng được phân thành 4 vùng không gian kinh tế:
- Vùng Trung tâm:

Bao gồm trung tâm TPHCM, huyện Đức Hòa, Cần Giuộc (Long An); Thành phố Thủ Dầu Một, Dĩ An, Thuận An, Bến Cát, Tân Uyên (tỉnh Bình Dương); TP Biên Hòa, huyện Nhơn Trạch, Trảng Bom, Long Thành và một phần huyện Vĩnh Cửu (tỉnh Đồng Nai) với Thành phố Hồ Chí Minh là đô thị hạt nhân trung tâm vùng, TP Bình Dương là động lực phát triển phía Bắc, Thành phố Biên Hòa – Long Thành – Nhơn Trạch là động lực phát triển phía Đông của vùng.
Chiến lược: phát triển không gian đô thị theo hướng mô hình nén – thích ứng, hiện đại, bền vững; phát triển trung tâm tri thức, sáng tạo; phát triển công nghiệp công nghệ cao, công nghiệp sạch có hàm lượng giá trị gia tăng cao...
- Vùng phát triển phía Đông:

Bao gồm đô thị Long Khánh và các huyện Thống Nhất, Cẩm Mỹ, Xuân Lộc, Định Quán, Tân Phú, một phần huyện Vĩnh Cửu (tỉnh Đồng Nai) và toàn tỉnh Bà Rịa – Vũng Tàu. Trong đó Thành phố Vũng Tàu là trung tâm cực phát triển trọng điểm phía Đông Nam của vùng. Thành phố Long Khánh là trung tâm cực phát triển trọng điểm phía Đông của vùng.
Chiến lược: phát triển đô thị Phú Mỹ và Cái Mép -Thị Vải vùng công nghiệp chuyên sâu, công nghiệp phụ trợ, công nghiệp đa ngành, công nghiệp khai thác dầu khí, công nghiệp cảng; phát triển dịch vụ logistics tầm quốc tế gắn với hành lang xuyên Á và đầu mối cảng biển trung chuyển quốc tế Cái Mép, Sao Mai - Bến Đình, sân bay quốc tế Long Thành...
- Vùng phát triển phía Bắc:

Bao gồm các huyện Bàu Bàng, Dầu Tiếng, Phú Giáo, Bắc Tân Uyên (tỉnh Bình Dương) và toàn bộ tỉnh Tây Ninh, tỉnh Bình Phước. Trong đó đô thị Chơn Thành là trung tâm cực phát triển trọng điểm phía Bắc của vùng. Trảng Bàng - Gò Dầu (Tây Ninh) là trung tâm cực phát triển trọng điểm phía Tây Bắc của vùng.
Chiến lược: phát triển các khu công nghiệp đa ngành gắn với đô thị, các khu phi thuế quan của khu kinh tế cửa khẩu...
- Vùng phát triển phía Tây Nam:

Gồm tỉnh Long An (trừ huyện Đức Hòa và Cần Giuộc) và toàn tỉnh Tiền Giang. Trong đó Thành phố Mỹ Tho, Thành phố Tân An là đô thị trung tâm của vùng Tây Nam.
Chiến lược: phát triển nông nghiệp công nghệ cao, nông nghiệp chuyên canh (trồng lúa, cây ăn quả), đánh bắt và nuôi trồng thủy sản; phát triển du lịch sinh thái, cảnh quan sông nước, vườn cây ăn trái.

## Ý kiến

### Nên thu hẹp khái niệm "vùng đô thị" TPHCM[5]
Theo TS. Nguyễn Minh Hòa, thực tế phát triển các đô thị trong vùng Thành phố Hồ Chí Minh thời gian qua dường như đã đi ngược lại quan điểm quy hoạch. Thực tế các đô thị như Biên Hòa, Thủ Dầu Một, Bà Rịa – Vũng Tàu, Tân An,... hiện nay không phải là các đô thị vệ tinh của Thành phố Hồ Chí Minh mà đang dần trở thành những cực tăng trưởng độc lập, đối trọng với Thành phố Hồ Chí Minh.
Trong khoảng 10 năm trở lại đây, vốn đầu tư nước ngoài "đổ vào" Bình Dương, Đồng Nai, Bà Rịa – Vũng Tàu,... tăng nhanh và cao hơn Thành phố Hồ Chí Minh. Tốc độ đô thị hóa và tăng trưởng của khu vực này tăng nhanh trong khi Thành phố Hồ Chí Minh có dấu hiệu chựng lại, bão hòa. Hiện, các lợi thế so sánh như giá thuê đất, lao động tay nghề cao, cơ sở dịch vụ chất lượng cao đang có sự cạnh tranh gay gắt giữa các đô thị.
Nghị quyết Đảng bộ tỉnh Bình Dương nhiệm kỳ 10 (2015 - 2020) xác định quy hoạch Bình Dương theo hướng vùng đô thị độc lập. Thực tế Bình Dương đang có lợi thế kết nối với ba vùng là miền Trung, Tây Nguyên và ASEAN - qua các cửa khẩu ở Tây Ninh.
Do vậy, trong chiến lược dài hạn của mình, theo ông Hòa, Thành phố Hồ Chí Minh cần coi các tỉnh phía Bắc (Bình Dương, Đồng Nai) là các đơn vị hợp tác ngang bằng chứ không nên coi là đơn vị phụ thuộc hay thứ cấp trong vùng đô thị rộng lớn. Cho nên, khái niệm "vùng đô thị Thành phố Hồ Chí Minh " theo Đồ án Quy hoạch vùng Thành phố Hồ Chí Minh (đã được phê duyệt) cần được định danh lại cho phù hợp.
Ở các nước phát triển, vùng đô thị là vùng ảnh hưởng của một đô thị nào đó - lan tỏa ra và cả thu nạp vào. Vì vậy, ông Hòa cho rằng, cần phải cấu trúc lại vùng đô thị Thành phố Hồ Chí Minh và loại bỏ những đô thị độc lập. Thay vì thêm vào những đô thị độc lập Thành phố Hồ Chí Minh hoàn toàn có thể cấu trúc không gian để quy hoạch các thành phố trong vùng đô thị với các chức năng chính tương tự như Manila. Theo đó, vùng Đông – Bắc thành phố (Thủ Đức) hiện hữu có thể trở thành thành phố khoa học, công nghệ với hạt nhân là đô thị đại học quốc gia và khu công nghệ cao; vùng Tây – Bắc thành phố (Củ Chi, Hóc Môn) trở thành thành phố nông nghiệp công nghệ cao; vùng Tây – Nam (Bình Chánh) trở thành thành phố công nghiệp; vùng Đông – Nam (Cần Giờ) trở thành thành phố du lịch...